# 23.ª Divisão de Granadeiros Waffen SS Nederland
A 23.ª Divisão de Montanha Waffen SS Nederland foi uma divisão de infantaria das Waffen-SS durante a Segunda Guerra Mundial. Foi criada em Cracóvia, na Polónia,  por voluntários holandeses que se juntaram às SS para lutar contra os comunistas, e tinha a designação inicial de Legião de Voluntários SS Niederlande. Entrou em combate, pela primeira vez, na secção norte da Frente Oriental, em Junho de 1942, contra os soviéticos, fazendo 3500 prisioneiros. Participou no cerco a Leninegrado e na Batalha do Lago Logoda. Depois de passar por várias expansões em termos de dimensão, e de participar em várias acções, em 1945 passou a divisão com a designação de Nederland. Em 1945, depois de sofrer uma pesada derrota no sector Oder, rendeu-se aos soviéticos.

## Composição
- 48.º Regimento de Granadeiros Voluntários SS General Seyffard
- 49.º Regimento de Granadeiros Voluntários SS De Ruiter
- 54.º Regimento de Artilharia SS
- 54.ª Companhia de Reconhecimento SS
- 54.º Batalhão Anti-tanque SS
- 54.º Batalhão de Engenharia SS
- 54.º Batalhão de Comunicações SS
- 54.º Tropas de Abastecimentos SS